# Raúl Allard Neumann
Raúl Edgardo Allard Neumann (Viña del Mar, 1937) es un abogado, profesor, académico y político chileno, miembro del Partido Demócrata Cristiano (PDC).
Se desempeñó como subsecretario de Educación de su país, durante el gobierno del presidente Patricio Aylwin entre 1990 y 1993. Luego, fungió como intendente de la región de Valparaíso bajo la administración del presidente Ricardo Lagos en 2000. 
Actualmente ejerce la docencia en política internacional en el Departamento de Derecho Público de la Pontificia Universidad Católica de Valparaíso (PUCV).

## Familia y estudios
Realizó sus estudios superiores en la carrera de derecho en la Pontificia Universidad Católica de Valparaíso (PUCV), egresando en 1961. Luego, cursó un magíster en derecho comparado en la Universidad Metodista del Sur, Estados Unidos.
Se casó en Viña del Mar, en 1969, con Patricia Soto Torres, hija de Alfredo Soto Sanhueza y Aida Torres Rubio. Con su cónyuge tuvo dos hijos: Javier Andrés (abogado y comerciante) y Raúl Alfredo (abogado, académico, máster de salud internacional y doctor en derecho).

## Trayectoria profesional
Compitió a la titularidad de la rectoría de la PUCV en las elecciones de 1968, enfrentándose a Alberto Vial y recibiendo el apoyo del presidente de la República Eduardo Frei Montalva (PDC), resultando finalmente elegido.
Desde 1968 hasta 1973, encabezó el proceso de reforma universitaria en la PUCV como rector y, simultáneamente, fue regidor (concejal) de la comuna de Vina del Mar.
Dos décadas después, trabajó durante doce años en la Organización de los Estados Americanos (OEA), donde llegó a fungir como secretario ejecutivo de educación, ciencia y cultura. De igual manera, desempeñó funciones directivas o de representación de Chile ante el Foro de Cooperación Económica Asia-Pacífico (APEC), la Unesco y el Mercosur Educativo. Paralelamente, fue nombrado como subsecretario de Educación por el presidente Patricio Aylwin en marzo de 1990, siendo el primero en el cargo; director nacional de Aduanas e intendente de la región de Valparaíso durante el gobierno del presidente Ricardo Lagos, entre diciembre de 200 y diciembre de 2001.
En las elecciones parlamentarias de 2005, fue candidato a diputado por Viña del Mar, obteniendo 22.247 votos, equivalentes al 13.1% del total de sufragios válidos, sin resultar electo.

## Homenajes
El 16 de octubre de 2018, fue homenajeado por el Senado de Chile.